# Runar Öhman (läkare)
Runar Carl Öhman, född 2 april 1884 i Lovisa, död 26 februari 1966 i Jakobstad, var en finländsk läkare.
Sin livsgärning som kirurg utförde Öhman vid Malmska sjukhuset i Jakobstad, där han var underläkare 1915–1917 och överläkare 1917–1954; han var därtill lungkirurg vid Östanlids sanatorium. Han blev medicine och kirurgie doktor 1927. Han deltog även aktivt i kampen mot tuberkulosen och i hälsovårdsarbetet samt i olika slag av social och politisk verksamhet på orten, bland annat som elektor vid flera presidentval. Han opererade 1946 marskalk Gustaf Mannerheim för en livshotande magsårsbristning. Han tilldelades professors titel 1953.